# Shneur Zalman de Liadi

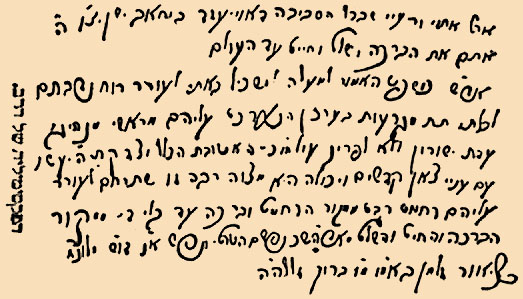
Texto manuscrito por Shneur Zalman

Shneur Zalman de Liadi (1745-1812) foi um rabino ortodoxo e fundador do movimento Chabad Lubavitch , onde é conhecido como o primeiro Rebe. É autor de diversos livros como Shulchan Aruch HaRav, Tanya e uma compilação do Sidur do Arizal para uso comum. A palavra Liadi em seu nome refere-se a uma pequena cidade da Rússia.